# Romana (osebno ime)
Romana je žensko osebno ime.

## Izvor imena
Ime Romana je ženska oblika imena Roman.

## Različice imena
- moške različice imena: Roman
- ženske različice imena: Romanca, Romanda, Romanoslava, Romi, Romina

## Tujejezikovne oblike imena
- pri Italijanih, Madžarih: Romina

## Pogostost imena
Po podatkih Statističnega urada Republike Slovenije je bilo na dan 31. decembra 2007 v Sloveniji število ženskih oseb z imenom Romana: 2.865. Med vsemi ženskimi imeni pa je ime Romana po pogostosti uporabe uvrščeno na 93. mesto.

## Osebni praznik
V koledarju je ime Romana zapisano 23. februarja (Romana, rimska spokornica, † 23. feb. v 4. stoletju).